# Total Normal
Total Normal war der Name einer 7-teiligen Comedyserie von Hape Kerkeling. Die Episoden wurden von 1989 bis 1991 im Ersten gesendet. Die Sendung wurde von Radio Bremen produziert und mit vielen Preisen ausgezeichnet, unter anderem der Goldenen Kamera, dem Adolf-Grimme-Preis mit Silber 1991 für Hape Kerkeling, der Bronzenen Rose von Montreux, dem Goldenen Gong und dem Bayerischen Fernsehpreis.

## Handlung
Hape Kerkeling und Achim Hagemann zeigten vor Studiopublikum absurde Gameshows, Sketche, Parodien und überdrehte Lieder, beispielsweise ein halb fertiges "Lied für die Welt" in Esperanto. Zusätzlich wurden eigene Filme gezeigt, wie etwa Spontanbesuche bei ahnungslosen und überrumpelten Bürgern, die plötzlich ein Fernsehteam im Wohnzimmer stehen hatten, während Kerkeling und Hagemann das „Kufstein-Lied“ zum Besten geben. Dabei schenkte Kerkeling beinahe jedem, der zur Show beitrug, eine Mitropa-Kaffeemaschine – Mitropa war der fiktive Sponsor der Sendung. Obwohl die Sendung nur unregelmäßig ausgestrahlt wurde, erhielt sie doch alle wichtigen deutschen Fernsehpreise.

## Die Serie

### Folge 1
- Erste Ausstrahlung: 5. Oktober 1989. (45 Min)
- Gäste: Mary Roos, Wolfgang Lippert, Claus Hinrich Casdorff

### Folge 2
- Erste Ausstrahlung: 7. Dezember 1989. (45 Min)
- Gäste: Margarethe Schreinemakers, Paul Kuhn, Dagmar Berghoff, Margot und Maria Hellwig, u. a.
- Infos zur Sendung: Kerkeling ruft bei Eine Chance für die Liebe an und erzählt eine haarsträubende Geschichte über ein seit vielen Jahren verheiratetes Ehepaar, welches sich aufgrund der unterschiedlichen Muttersprache überhaupt nicht verständigen kann. Die Sendung mit Erika Berger wurde zuvor live bei RTL gesendet.

### Folge 3
- Erste Ausstrahlung: 3. Dezember 1990.
- Gäste: Paul Kuhn, Wilhelm Wieben und die Fernsehansagerin Herdis Zernial.
- Infos zur Sendung: Kerkeling besuchte unter anderem als Reporter getarnt die Bundespressekonferenz und bittet dort nachdrücklich um eine genaue Erklärung ("Wo bleibt die Mark?"), wofür seine Steuerzahlungen verwendet werden. Hans Klein, damals Bundesminister für besondere Aufgaben und Leiter des Presse- und Informationsamtes der Bundesregierung, stand ihm teilweise Rede und Antwort

„»Das mit dem Gebäck, das hab’ ich mich auch schon oft gefragt, ich wär’ schon mit einem Kaffee zufrieden.« Man werde ihm den gültigen Haushaltsplan mit nur einigen Tausend Seiten zukommen lassen – »und angesichts Ihrer journalistischen Versiertheit werden Sie keine Mühe haben, sich ganz rasch darüber zu informieren, wo Ihr Geld bleibt.«“

Im Nachgang hatte Kerkeling Hausverbot bei der Bundespressekonferenz bekommen, das erst 2024 zu seinem 60. Geburtstag wieder aufgehoben wurde.

### Folge 4
- Erste Ausstrahlung: 10. Dezember 1990. (25 Min)
- Gäste: Max Schautzer und Herdis Zernial
- Infos zur Sendung: Kerkeling besucht die Bambi-Verleihung 1990 und verteilt seine eigenen "Bambis" schon im Vorfeld an die potentiellen Gewinner.

### Folge 5
- Erste Ausstrahlung: 17. Dezember 1990 (25 Min)
- Gäste: Chris Howland und Wim Thoelke.
- Infos zur Sendung: Kerkeling nervt 5 Minuten vor der Wetten Dass ...?-Sendung Moderator Thomas Gottschalk, da er in der letzten Sendung angeblich seinen Schal vergessen hatte. Zudem bittet er ZDF-Programmdirektor Wolfgang Penk, eine Mitropa-Kaffeemaschine im Bühnenbild unterzubringen. Da das Penk nicht macht, geht Kerkeling auf die Bühne und stellt die Maschine auf den Couchtisch. Seit den TV-Wiederholungen ab 1995 und auch auf der DVD-Fassung enthält Folge 5 hinter dem "Wir wetten was"-Sketch Kerkelings Überfallinterviews vom SPD-Parteitag, auf dem Björn Engholm zum SPD-Vorsitzenden gewählt wurde. Dieser Parteitag fand jedoch erst im Mai 1991 statt:[2] die Reportage wurde in Folge 7 erstmals gezeigt und in Folge 5 eingefügt, um – aus welchen Gründen auch immer – ein Interview mit Phil Collins zu ersetzen.

### Folge 6
- Erste Ausstrahlung: 2. Mai 1991 (90 Min)
- Gäste: Jörg Wontorra, Chris Howland, Gotthilf Fischer, Eberhard Feik, Nina Hagen und Thomas Gottschalk. Musikalische Gäste: Michael Bolton und Boy George.
- Infos zur Sendung: Ein Sketch dieser Folge erlangte große Bekanntheit, in welchem Kerkeling am 25. April 1991, als Königin Beatrix verkleidet, in einer großen Limousine in die Sicherheitszone des Berliner Bundespräsidialamtes und bis vor das Eingangsportal des Schloss Bellevue gelangte. Am selben Tag wurde die echte Königin Beatrix mit Prinzgemahl Claus von Amsberg in Bellevue zu einem Staatsbesuch bei Bundespräsident Richard von Weizsäcker erwartet. Dem Auto hatte man mit einem der niederländischen Fahne ähnelnden Stander ein offizielles Aussehen verliehen, wobei dieser – bei näherem Hinsehen – in der Mitte das Konterfei Kerkelings zeigte. Zu Kerkelings Team gehörten ferner ein Kameramann und die auf dem Fußboden des Wagens versteckt kauernde Radio-Bremen-Redakteurin Birgitt Reckmeyer. Erst nach mehreren Minuten wurde Kerkeling vom damals noch das Wachpersonal und die Ehrenformation bzw. Ehrenposten stellenden Bundesgrenzschutz aufgefordert, das Gelände unverzüglich zu verlassen. Die echte Beatrix „verpasste“ Kerkeling nur knapp. Kerkeling war nach eigener Aussage selbst überrascht, als man ihn auf das Bellevue-Gelände einließ und improvisierte dann, indem er wiederholt nach einem „lecker Mittagessen“ verlangte. Einige Zeit nach dieser Köpenickiade lud von Weizsäcker Kerkeling zu einem offiziellen „Besichtigungstermin“ nach Schloss Bellevue ein.[3][4][5]

### Folge 7
- Erste Ausstrahlung: 4. Juli 1991 (2 × 30 Min)
- Gäste: Roberto Blanco, Paul Kuhn, Maria Hellwig und Herdis Zernial
- Infos zur Sendung: Die Folge wurde als Supersondersendung mit zwei direkt aufeinander folgenden (und tatsächlich auch zusammen gehörenden) Folgen gesendet. Die Sendung enthält den sehr bekannten Auftritt Kerkelings und Hagemanns als polnischer Musiker, die ein pseudo-experimentelles Opern-Solo vortragen, das in dem Aufschrei Hurz! endet. Im Anschluss diskutierte das Publikum mit den angeblichen Künstlern über die Bedeutungen des Textes. Aus dem Auftritt wurde ein Jahr später eine Single erzeugt, auf der die Äußerungen des Publikums allerdings nachgesprochen wurden.

### Zehn Sonderfolgen inDie Goldene Eins(IFA 1991)
- Erste Ausstrahlung: 30. August 1991 bis 8. September 1991 (jeweils etwa 20 Min).
- Gäste: Dagmar Berghoff, Alfred Biolek, Gotthilf Fischer, Ottfried Hennig, Angela Merkel, Brigitte Mira, Ulrike von Möllendorff, Friedrich Nowottny, Hans-Jürgen Schatz, Frau Usenburger, Werner Veigel, Ulrich Wickert u. a.
- Infos zur Sendung: Auf der 38. Internationalen Funkausstellung, die vom 30. August bis zum 8. September 1991 in Berlin stattfand, produzierte die ARD täglich insgesamt zehn Ausgaben der Show Die Goldene Eins im Nachmittagsprogramm von 15 Uhr bis mindestens 17 Uhr (teils auch eine Viertelstunde länger), die jeweils abwechselnd mit Supertreff im ZDF im Sommergarten und in Halle 5 des Messezentrums aufgezeichnet wurde. Die Moderation teilten sich Max Schautzer, Carmen Nebel (für das DFF), Karl Moik, Harald Schmidt und Hape Kerkeling. Während Harald Schmidt mitsamt seinem Pssst …-Rateteam auftrat, gab Kerkeling rund zwanzigminütige Total Normal-Sonderfolgen zum Besten; Achim Hagemann war allerdings nicht mit von der Partie. Zum Einstieg ertönte Das ganze Leben ist ein Quiz, anschließend schäkerte Kerkeling mit dem Publikum. In jeder Sonderfolge führte Kerkeling durch kleine Nonsens-Wettbewerbe mit prominenten Gästen sowie ausgewählten Zuschauerinnen und Zuschauern, als Trophäen waren Mitropa-Kaffeemaschinen und "Mörder-Duschhauben" omnipräsent, ebenso wie Mützen, Surfbretter und Reiseapotheken. Außerdem gratulierte Kerkeling jemandem telefonisch mit einem Geburtstagsquiz und zeigte vorproduzierte Einspieler mit in den bisherigen Total Normal-Ausgaben nicht gesendetem Material oder mit frisch gedrehten Kurzreportagen vom IFA-Gelände. Zum Running Gag entwickelte sich im Laufe mehrerer Tage der oftmals wiederholte Satz "Harald Schmidt hat eine fürchterliche Föhnfrisur". Der Total Normal-Block galt bei Publikum und Fernsehkritik als das Highlight der Show Die Goldene Eins und untermauerte Hape Kerkelings Popularität, was auch Günther Jauch von der Konkurrenz neidlos anerkannte: "Der Hape ist wirklich Spitze. Zum Glück sind wir nicht zeitgleich auf Sendung."[6] Da Zwei im Zweiten im ZDF stets um 16 Uhr startete, muss Kerkeling in der ersten Stunde von Die Goldene Eins zwischen 15 und 16 Uhr aufgetreten sein. So konnten Thomas Gottschalk und Günther Jauch auch einmal – behelfsmäßig maskiert – den Auftakt von Kerkelings Sendung kapern, minutenlang alles an sich reißen und dabei u. a. Mitropa-Kaffeemaschinen in die Menge werfen. Die zehn Total Normal-Sonderausgaben sind auf keiner Videokassette oder DVD erschienen und seit ihrer Live- bzw. Erstausstrahlung noch nie wiederholt worden; bislang sind fünf Folgen auf YouTube zu finden.

## DVD
Total Normal erschien 1992/1993 auf VHS. Seit dem 23. November 2011 gibt es alle Folgen auf einer Doppel-DVD sowie in einer Hape-Kerkeling-Box zusammen mit Kerkelings Fernsehfilmen Club Las Piranjas, Willi und die Windzors und Die Oma ist tot.